# Pfarrkirche Asparn an der Zaya

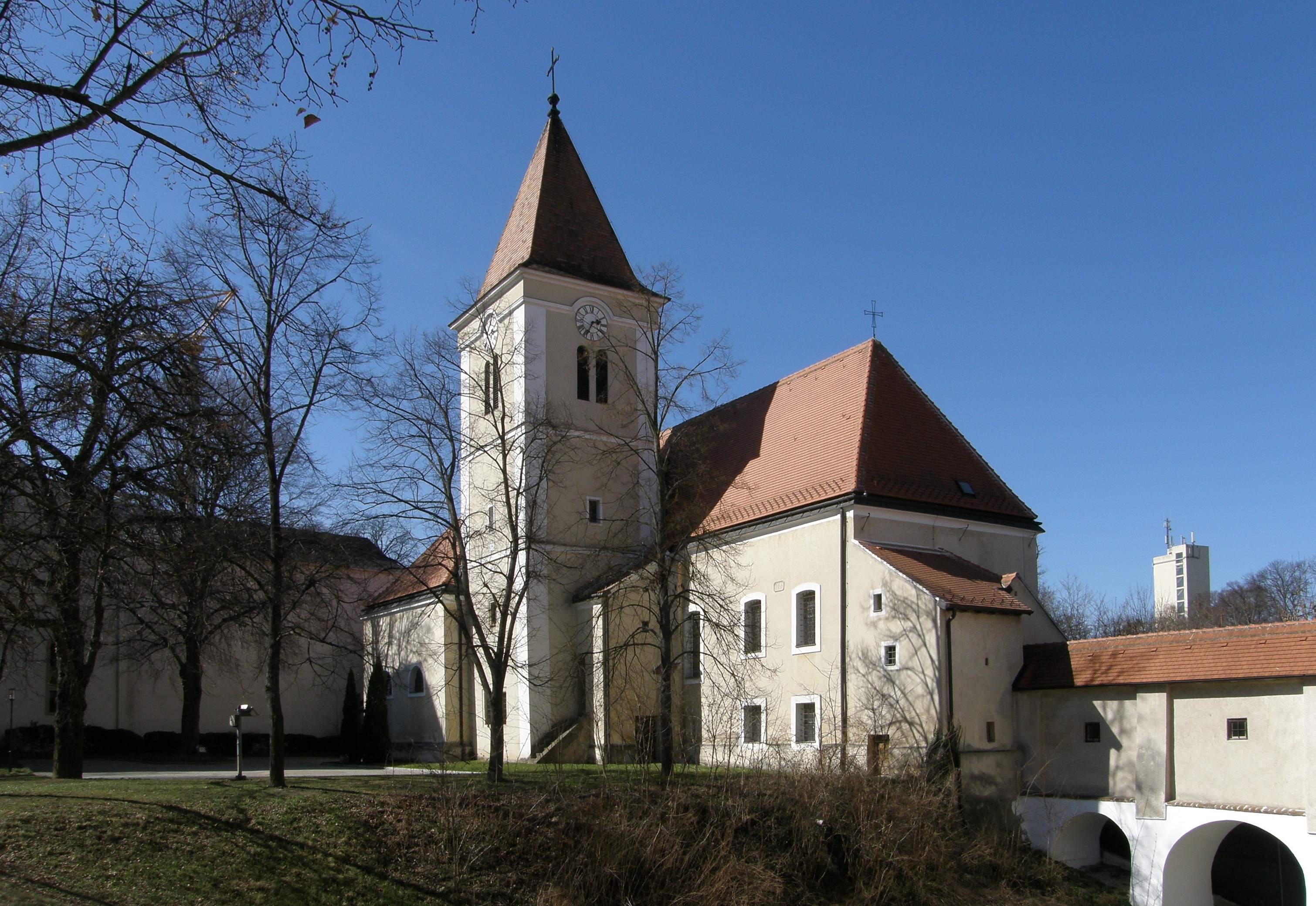
Pfarrkirche hl. Pankratius

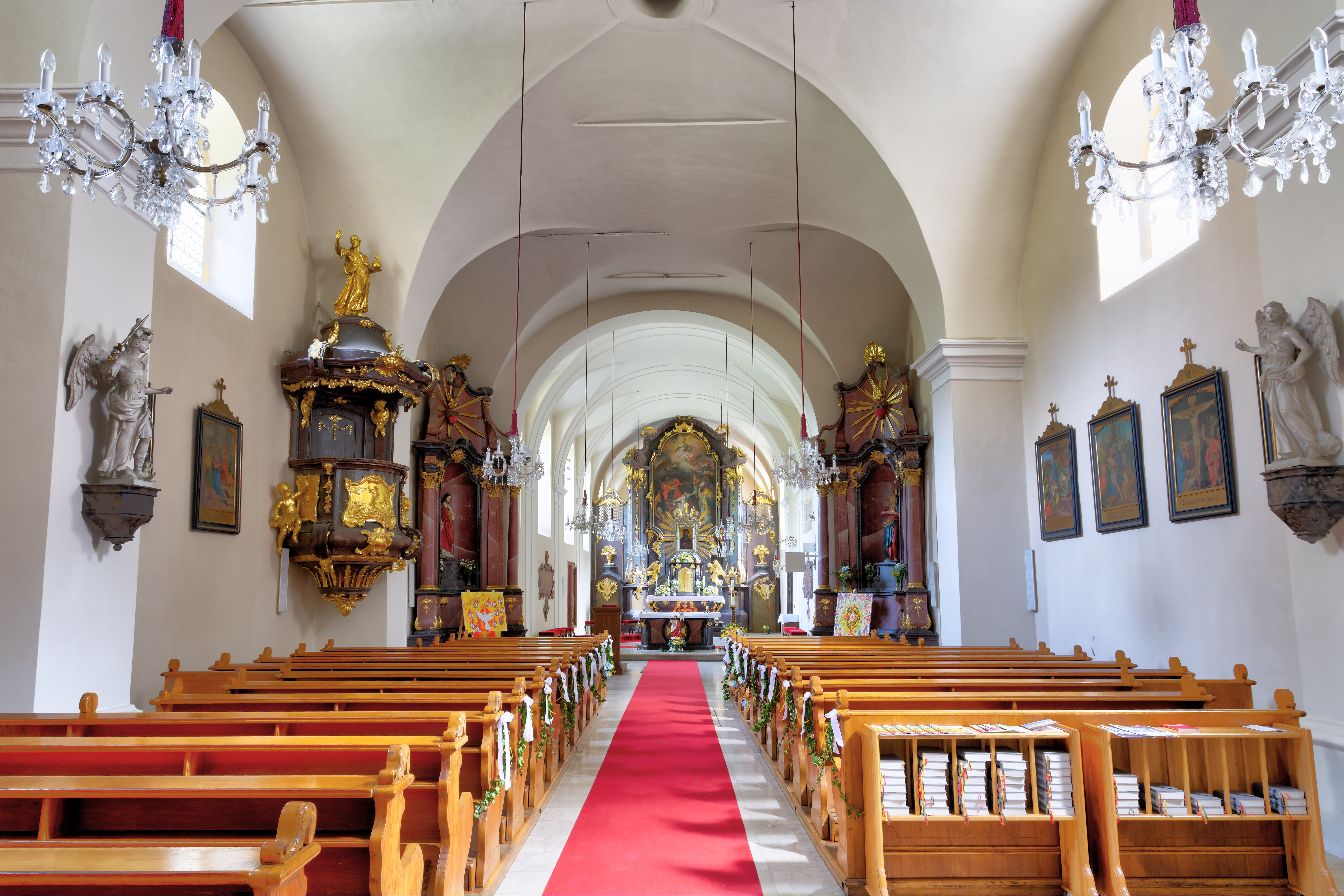
Blick vom Langhaus zum Hochaltar

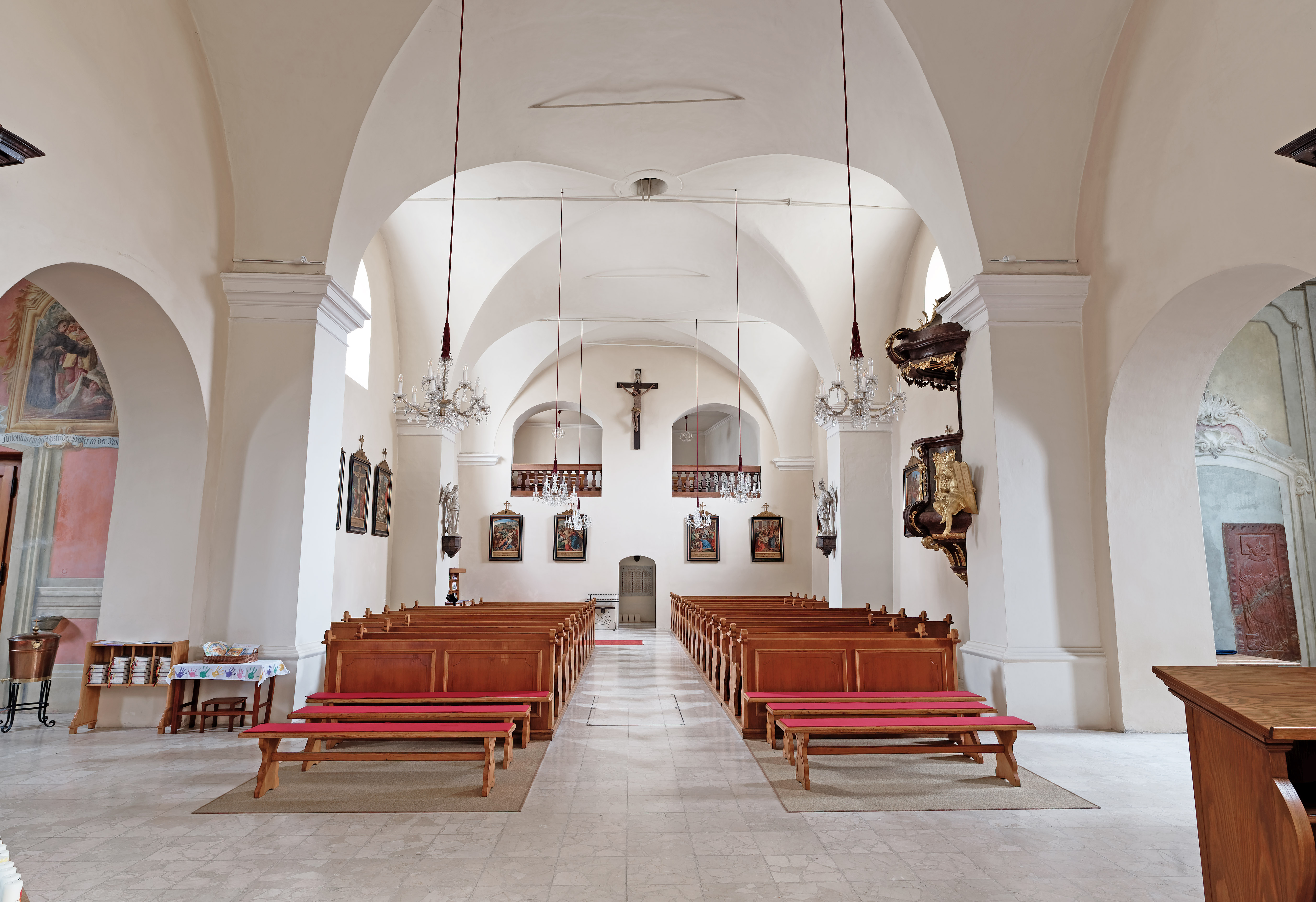
Blick vom Langhaus zur Empore

Die Pfarrkirche Asparn an der Zaya steht am Schloßplatz im Ort Asparn an der Zaya in der Marktgemeinde Asparn an der Zaya in Niederösterreich. Die römisch-katholische Pfarrkirche hl. Pankratius gehört zum Dekanat Laa-Gaubitsch im Vikariat Unter dem Manhartsberg der Erzdiözese Wien. Bis 1. September 2016 gehörte sie zum Dekanat Ernstbrunn. Die Kirche steht unter Denkmalschutz und ist baulich im Westen mit dem Schloss Asparn und im Osten über einen gemauerten Gang mit dem Minoritenkloster verbunden.

## Geschichte
Um 1150 wurde eine Pfarre genannt. Von 1306 bis 1412 stand die gotische Kirche im Besitz vom Stift Altenburg. Im 15. Jahrhundert verfiel die Kirche. Ab 1626 wurde die Kirche umgebaut und neugebaut und neu eingewölbt und barockisiert und 1629 urkundlich dem Minoritenkloster inkorporiert. 1764 wurde im Osten des Chores eine Sakristei angebaut. 1966 war eine Restaurierung.

## Architektur
Von der gotischen Kirche sind die Mauern des Langhauses und die westlichen Chorjoche und das Erdgeschoß des Turmuntergeschoßes erhalten. Das Langhaus und der eingezogene Chor und die östlich anschließende Sakristei stehen unter einem einheitlichen Walmdach. Die Fassaden zeigen sich schlicht mit Rundbogen- und Segmentbogenfenstern. Das Hauptportal in der südlichen Langhausfront hat einen barocken Vorbau aus dem 18. Jahrhundert. In der Chorsüdwand ist ein schräggestellter gotischer Strebepfeiler. An der Chornordseite sind Strebepfeiler mit einem Pultdach und einer schrägen Stützmauer aus dem 17. Jahrhundert. Der dreigeschoßige Turm an der Chorsüdwand hat im Erdgeschoß Rechteckfenster mit verstäbter Rahmung und darüber einen Wappenstein Breuner, Harach und Mollart in einem Rollwerkrahmen mit der Jahresangabe 1626. Im 2. Obergeschoß ist die Jahresangabe 1908. Das Glockengeschoß hat je zwei rundbogige Schallfenster und ein Pyramidendach aus 1956. Im Süden am Langhaus ist ein barocker Anbau der Kapelle hl. Antonius aus 1653. Im Norden am Langhaus ist der barocke Anbau der Kapelle hl. Franziskus, ehemals Kapelle hl. Anna, aus 1752. Östlich ab der Sakristei befindet sich ein 1793 errichteter eingeschoßiger Verbindungsgang über Arkaden unter einem Satteldach zum ehemaligen Minoritenkloster.

## Einrichtung
Den Hochaltar schuf 1765 der Tischler Anton Hardmuth, der Altar füllt den östlichen Chorschluss aus, es ist ein Sarkophagaltar mit einem spätbarocken Tabernakelaufbau zwischen adorierenden Engeln, das Ädikularetabel über einem hohen Postament hat geschwungene Volutengiebel und seitliche Opfergangsportale und zeigt eine üppige Rocaille-Ornamentik, das Hochaltarblatt hl. Pankratius malte Johann Franz Greippel.
Die Orgel baute 1728 Anton Richter. 1924 schuf Johann M. Kauffmann ein neues Orgelwerk mit 15 Registern. Diese befindet sich hinter dem Hochaltar.